# Mount Freeman
Mount Freeman är ett berg i Antarktis. Det ligger i Östantarktis. Nya Zeeland gör anspråk på området. Toppen på Mount Freeman är 2 880 meter över havet, eller 832 meter över den omgivande terrängen. Bredden vid basen är 7,6 km.
Terrängen runt Mount Freeman är kuperad åt nordost, men åt sydväst är den bergig. Trakten är obefolkad. Det finns inga samhällen i närheten. 